# Вечано (Перуђа)
Вечано је насеље у Италији у округу Перуђа, региону Умбрија.
Према процени из 2011. у насељу је живело 17 становника. Насеље се налази на надморској висини од 390 м.